# 卡尔·施皮特勒

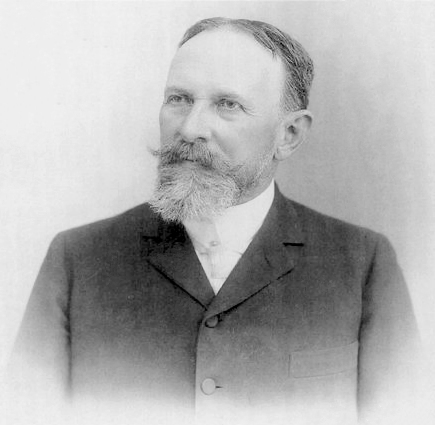
卡尔·施皮特勒 1905年

卡尔·弗里德里希·格奥尔格·施皮特勒（Carl Friedrich Georg Spitteler，1845年4月24日—1924年12月29日），瑞士诗人和小说家，1920年獲得1919年度的诺贝尔文学奖。
施皮特勒出生在瑞士巴塞尔附近的小城利斯塔爾的一個官吏家庭。先後在蘇黎世大學攻讀法律，在海德堡、巴塞爾研究神學。作家獲得學位後，應聘至聖彼德堡作教師。(分段)從一九○○年至一九○五年，施皮特勒集中精力，創作〈奧林匹亞山的春天〉。這首詩通過希臘神話諸神爭娶赫拉以獲王位的傳說，闡釋人在這個邪惡、愚昧充斥的世界上，必須與命運奮鬥。施皮特勒的〈奧林匹亞山〉超過兩萬行，具有氣勢宏大、構思完全、韻律工謹、語彙豐美等優點，被本人及許多人視為作家畢生最好的作品。

## 主要作品
- 最具代表性的作品是〈奧林匹亞山的春天〉這首多達兩萬多行的巨型史詩以及《梦中的佳丽 伊玛果》。作家除了創作詩，還有寫作小說、戲劇作品。[1]

## 作品的中譯
- 諾貝爾文學獎全集編譯委員會/編譯，《斯比特勒》，台北市：九五文化出版，1981年。
- 施岷/譯，《奧林匹斯的春天》，桂林：漓江出版社，1996年。